# Casa Macca
Casa Macca este o clădire din București, cu statut de monument istoric (cod  B-II-m-B-18440). Ridicată de cuplul Elena și Petre Macca între anii 1891 - 1900, sub semnătura arhiectului John-Elisee Berthet, clădirea a fost lăsată prin testament Ministerului instrucției, în posesia căruia a intrat în anul 1912. În timpul guvernului Nicolae Iorga, clădirea a devenit sediul Muzeului Național de Antichități, pentru a găzdui de la data de 1 iulie 1956 Institutul de Arheologie, redenumit din 1992 Institutul de Arheologie „Vasile Pârvan”.

## Stare actuală
Istoricul Andrei Pippidi descria (cel mai recent) în 2011 starea deplorabilă a casei în următoarele cuvinte: 

«De sus și pînă jos, tencuiala, refăcută acum 40 de ani, este leproasă, descojită. Jgheaburile ciuruite au îmbibat-o de apa tuturor ploilor, așa că, din capitelurile de ipsos, mai cade cîte unul. Scara care coboară în grădină de la biroul directorial are treptele înverzite și roase. Atît în grădina din față, cît și în curtea care se întinde de-a lungul clădirii, s-au îngrămădit inscripții latine sau grecești și sculpturi antice, care nu sînt de marmură elenică, ci din piatra noastră locală, poroasă și înnegrită. Cele două sere în care, odinioară, erau portocali și palmieri sînt depozite de cărți, cu cîte un ochi de geam lipsă. De o parte și de alta a intrării, doi atlanți susțin balconul de la etaj. Înăuntru, scara măreață urcă spre hall-ul împodobit cu picturi care, pe alocuri, s-au umflat de umezeală, ca și imitația de lambriuri cu care sînt căptușite alte încăperi. Neoanele, în loc de becuri, accentuează impresia că ne găsim, ca în povestirile lui Bulgakov, într-un palat din Petersburg „ocupat de proletari.”»

| Poze ale Casei Macca                                                      |
| ------------------------------------------------------------------------- |
| Poarta casei Fațada Fațada (detaliu) Aspect din interior Tavanul intrării |

În 2013, un material de presă din ziarul Adevărul semnala faptul că deși este în Programul Național de Restaurare al Institutului Național al Patrimoniului, nu au fost întreprinse măsuri concrete de conservare.